# نادي الشباب للسيدات
نادي الشباب لكرة القدم للسيدات المعروف عادةً باسم سيدات الشباب هو نادي كرة قدم نسائي محترف في المملكة العربية السعودية، مقره في الرياض.. يلعب النادي في الدوري السعودي الممتاز للسيدات، أعلى درجات كرة القدم النسائية في المملكة. يعود أصل النادي إلى عام 2017، عندما تأسس نادي ستورم WFC. في عام 2022، استحوذ نادي الشباب على ستورم WFC، وفي عام 2023، استحوذوا أيضًا على اليمامة، مما أدى إلى دمج الناديين لتعزيز قسم كرة القدم النسائية. النادي الحالي هو نتاج هذا الاندماج.

## التاريخ

### 2019–2022: التأسيس والوجود المبكر
تأسس نادي ستورم لكرة القدم النسائية في جدة في عام 2019 استجابةً للاهتمام المتزايد بكرة القدم النسائية في المملكة. كانت البداية الوطنية للنادي خلال تصفيات دوري كرة القدم المجتمعية للسيدات في جدة، حيث تألق الفريق وتصدر مجموعته وتأهل إلى الجولة الثانية. رغم تعرضهم للإقصاء بعد هزيمة 3-0 أمام نادي جدة إيجلز، إلا أن النادي حقق إنجازًا مشرفًا بحصوله على مركز على منصة التتويج.
في عام 2021، أظهر الفريق تقدمه للمشاركة في بطولة كأس الاتحاد السعودي للسيدات. واحتلوا المركز الثاني في تصفيات المنطقة الغربية، مما مكنهم من الوصول إلى المرحلة الإقصائية. ومع ذلك، انتهت رحلتهم بخسارة أمام نادي المملكة، الذي أصبح بطل البطولة لاحقًا.

### 2023–الحاضر: الاستحواذ والدوري السعودي الممتاز للسيدات
في أكتوبر 2022، أُعلن رسميًا أن نادي الشباب قد استحوذ على نادي اليمامة للمشاركة في الدوري السعودي الممتاز للسيدات. وقبل بداية الدوري، أُعلن عن تعيين المدربة السابقة للمنتخب المصري مروة الحوات مدربة للفريق. كما أُعلن عن التعاقد مع حارسة المرمى الأوغندية روث أتورو، والمهاجمة اللبنانية نانسي تشايليان، واللاعبتين المصريتين نهى طارق وهيام عبد الحافظ.
نتيجة لذلك، جاء الفريق في المركز الثالث في نهاية الموسم.
بعد عدة أشهر من انتهاء الموسم الافتتاحي لدوري السيدات السعودي الممتاز، أُعلن عن استحواذ نادي الشباب على نادي اليمامة السعودي للسيدات الذي أنهى الموسم 2022–2023 في المركز الرابع، ودُمِج ضمن الفريق الأول.
قبل موسم 2023–2024 وأول مشاركاته في المسابقات الدولية، تعاقد النادي مع لاعبات بارزات من داخل وخارج المنطقة مثل أوريانا ألتوفي، ريتا شيكويليو، شيمة عباسي، مي سويلم، وخصوصاً كورينا لوياكس، التي أصبحت أول أوروبية تلعب مع الفريق.

## اللاعبين

### التشكيلة الحالية
آخر تحديث 6 أكتوبر 2024.
ملاحظة: تشير الأعلام إلى المنتخب بحسب قواعد الأهلية المعتمدة من قبل الفيفا؛ تنطبق بعض الاستثناءات المحدودة. وقد يحمل اللاعبون أكثر من جنسية لا تعترف بها الفيفا.
| الرقم | البلد            | المركز | اللاعب                             |
| ----- | ---------------- | ------ | ---------------------------------- |
| 1     | السعودية         | حارس   | ليلى القحطاني                      |
| 3     | السعودية         | وسط    | لين محمد (قائد الفريق (كرة القدم)) |
| 4     | السعودية         | مدافع  | نادين العامري                      |
| 5     | السعودية         | مدافع  | منيرة أحمد                         |
| 6     | السعودية         | وسط    | لولو الجاوي                        |
| 7     | السعودية         | مهاجم  | نورة البراهيم                      |
| 8     | السعودية         | مهاجم  | العدا فهد                          |
| 9     | مقدونيا الشمالية | مهاجم  | ناتاشا أندونوفا                    |
| 10    | فرنسا            | وسط    | خيرة حمراوي                        |
| 13    | السعودية         | مدافع  | تهاني الزهراني                     |
| 17    | إسبانيا          | وسط    | ماريا دياز سيرواكي                 |

| الرقم | البلد    | المركز | اللاعب             |
| ----- | -------- | ------ | ------------------ |
| 20    | السعودية | مدافع  | ليان صالح          |
| 21    | السعودية | حارس   | منى عبد الرحمن     |
| 22    | السعودية | مهاجم  | عبير ناصر          |
| 25    | نيجيريا  | مهاجم  | تشينونيريم ماكلينز |
| 29    | السعودية | مدافع  | سارة ماجد          |
| 33    | إسبانيا  | مدافع  | باتريشيا باديا     |
| 47    | السعودية | مهاجم  | مودة عبد المحسن    |
| 66    | السعودية | مهاجم  | البندري مبارك      |
| 98    | الأردن   | مدافع  | لانا فراس          |
| 99    | السعودية | وسط    | عبير عمر           |

## الإدارة والجهاز الفني

### تاريخ المدربين
| التواريخ    | الاسم         |
| ----------- | ------------- |
| 2022–2023   | مروة الحوات   |
| 2023        | فابيو غيريرو  |
| 2023–2024   | حسين مرزوق    |
| 2024–الحاضر | ميغيل موراليس |

## الألقاب

### الفريق الأول
كأس الاتحاد السعودي للسيدات:
- الوصافة (1): كأس السعودية للسيدات 2023–24

### الفئات العمرية
بطولة السعودية للسيدات تحت 17 سنة:
- الفائزون (1): 2023–24

## الروابط الخارجية
- نادي الشباب للسيدات على تويتر.
- نادي الشباب للسيدات على إنستغرام